# Jo Malone
Jo Malone London — британська транснаціональна косметична компанія, бренд парфумів та ароматичних свічок,  заснована Джо Малон у 1990 році.  З 1999 року бренд належить Estée Lauder.  Jo Malone відома 
своїми духами, свічками, засобами для ванни та кімнатними ароматами. 